# Lodja
Lodja er en afsidesliggende by i provinsen Sankuru (tidligere Kasaï-Oriental) i den centrale del af Demokratiske Republik Congo. Den betjenes af Lodja Lufthavn, som ligger omkring 7 km fra byen. Lodja er et knudepunkt for både risproduktion i provinsen og diamantminedrift i landet. Lodja er og har været hjemsted for mange folk af den etniske gruppe Tetela.

## Historie
Lodja Hospital blev bygget i 1950'erne af belgiske kolonisatorer, men blev forladt ufærdigt, da Republikken Congo erklærede uafhængighed i 1960. Byen blev erobret af oprørsstyrker under Anden Congo-krig i april 1999, men vendte tilbage til congolesisk styre i januar 2000.
Ifølge folketællinger havde Lodja 28.671 indbyggere i 1984; 52.798 i 2004; 64.147 i 2012; og 68.244 i 2016.

## Sprog
Sankuru-provinsen består hovedsageligt af Otetela Bantu, ofte forkortet til Tetela, sprogstammeområder, hvor 98% taler sproget og 50-60% taler kun det. Tredive til fyrre procent af Lodjas befolkning taler Lingala, et militær- og handelssprog, med sprog fra Kinshasa- og Équateur-provinserne. Fransk bruges hovedsageligt af embedsmænd og de veluddannede; omkring 20-30% af Lodja-beboerne kan samtale på det. Engelsk og tilstødende stammesprog, såsom tshiluba og swahili, tales af omkring 1-2%.